# Нильссон, Сигурд
Сигурд Нильссон (швед. Sigurd Nilsson) — шведский лыжник, призёр чемпионата мира.  

## Карьера
На чемпионате мира 1938 года в команде вместе с Свеном Ханссоном, Дональдом Юханссоном и Мартином Матсбу завоевал бронзовую медаль в эстафете, кроме того занял 35-е место в гонке на 18 км.
Других значимых достижений на международном уровне не имеет, в Олимпийских играх никогда не участвовал.